# Gli occhi che non sorrisero
Gli occhi che non sorrisero (Carrie) è un film del 1952 di William Wyler tratto dal primo romanzo di Theodore Dreiser Nostra sorella Carrie (Sister Carrie).
Nel 1953 fu candidato a due Premi Oscar, quello per la migliore scenografia e quello per i migliori costumi.

## Trama
Caroline Meeber, una bella fanciulla della provincia americana, decide di andare a vivere a Chicago a casa di sua sorella, il cui stato di povertà spinge però presto Carrie a trasferirsi a casa di Charles Drouet, un commesso viaggiatore. Charlie ha promesso di sposarla a breve termine, ma la ragazza non lo ama. Successivamente conosce George Hurstwood e i due si innamorano, ma l'uomo è sposato, e lascia Carrie all'oscuro di tutto.
George, che è il direttore di un ristorante di lusso, ruba diecimila dollari dalla cassa per poter fuggire con la giovane a New York, dove però non riesce a trovare un altro impiego e i due ben presto si ritrovano in miseria. Carrie allora, pur amando l'uomo, lo lascia per permettergli di ricostruirsi una vita, dandosi al musical, che le porterà celebrità e la tanto inseguita ricchezza. Anche George ne viene a conoscenza, ma, dopo averla rivista a Broadway, decide infine di non volerle essere di intralcio.

## Riconoscimenti
- 1953 - Premio Oscar
  - Candidatura come migliore scenografia a Hal Pereira, Roland Anderson ed Emile Kuri
  - Candidatura come migliori costumi a Edith Head
- 1952 - Mostra internazionale d'arte cinematografica
  - Candidatura come Leone d'oro a William Wyler
- 1953 - BAFTA
  - Candidatura come miglior attore britannico a Laurence Olivier
  - Candidatura come miglior film